# Еспехо (Кордова)
Еспехо (ісп. Espejo) — муніципалітет в Іспанії, у складі автономної спільноти Андалусія, у провінції Кордова. Населення — 3622 особи (2010).
Муніципалітет розташований на відстані близько 310 км на південь від Мадрида, 29 км на південний схід від Кордови.

## Демографія
Динаміка населення (INE ):

## Галерея зображень

Розташування муніципалітету у провінції Кордова